# La Femme gorille
Pour plus de détails, voir Fiche technique et Distribution.
La Femme gorille (Captive Wild Woman) est un film américain réalisé par Edward Dmytryk, sorti en 1943.

## Synopsis
Le Dr Sigmund Walters mènent des expériences scientifiques qui finissent par transformer Cheela, une femelle gorille, en une femme humaine.

## Fiche technique
- Titre original : Captive Wild Woman
- Titre français : La Femme gorille
- Réalisation : Edward Dmytryk
- Scénario : Ted Fithian, Neil P. Varnick, Griffin Jay et Henry Sucher
- Photographie : George Robinson
- Société de production : Universal Pictures
- Pays de production : États-Unis
- Format : Noir et blanc - 1,37:1 - Mono
- Genre : horreur
- Date de sortie : 
  - États-Unis : 4 juin 1943

## Distribution
- John Carradine : Dr Sigmund Walters
- Evelyn Ankers : Beth Colman
- Milburn Stone : Fred Mason
- Acquanetta : Paula Dupree, la femme gorille
- Lloyd Corrigan : John Whipple
- Martha Vickers : Dorothy Colman
- Vince Barnett : Curley
- Paul Fix : Gruen
- Fay Helm : l'infirmière Strand